# Alejo Valdés Pica
Alejo Valdés Pica (Quiapo, Manila, 3 de noviembre de 1890-Manila, 1945) fue un médico, escritor y jurista hispanofilipino, receptor del premio Zóbel en 1934 (el mismo año que Pedro Aunario) por su obra “De la vida”.

## Biografía
Nacido en la Filipinas española de 1890 de un padre médico, a los siete años sus padres se mudaron a España y se instalaron en Barcelona, donde estudió hasta su primera juventud. Con 18 años regresó a Filipinas y estudió medicina y derecho, siguiendo la tradición familiar.
Contrajo matrimonio con Lita López y tuvieron dos hijosː Armando y Ramón.
Hizo carrera militar, pero también comenzó a escribir habitualmente, publicando en la revista Alama moderna, donde se editaron varias obras.
Es uno de los autores seleccionado para la obra Parnaso Filipino, antología poética filipina editada en Barcelona en 1910
Murió joven, fusilado por los japoneses en 1945, último año de la Segunda Guerra Mundial .

## Libros (selección)

### En verso
- 1915. ‘’Electa’’
- 1915. ‘’Íntimas’’

### En prosa
- 1925. Cuento “El caballito del diablo”, que ganó el concurso de cuentos del periódico L Defensa[4]
- ‘’Breviario de amor’’
- ‘’Sinceridades’’

### Teatro
- 1931. ‘’Salomé’’, drama en dos actos[5]

## Premios
- 1934 Premio Zobel por su obra De la vida[6]